# 라이문도 데 마드라소 이 가레타
라이문도 데 마드라소 이 가레타(Raimundo de Madrazo y Garreta, 1841년 7월 24일~1920년 9월 15일)는 마드라소 가문 출신의 스페인 화가로, 사실주의 화풍으로 활동했으나 후기 작품에서는 로코코와 일본 미술의 영향을 엿볼 수 있다. 그는 주로 풍속화와 초상화로 알려져 있다. 그의 할아버지는 화가 호세 데 마드라소였으며, 아버지는 초상화가 페데리코 데 마드라소, 동생은 화가 리카르도 데 마드라소였다.

## 생애
그는 로마에서 태어났으며, 귀족적 배경을 지닌 예술가 가문 출신이었다. 그의 할아버지 호세 데 마드라소는 화가이자 프라도 미술관의 전 관장이었고, 아버지 페데리코 데 마드라소 역시 화가였다. 숙부로는 화가 루이스 데 마드라소, 미술 평론가 페드로 데 마드라소, 건축가 후안 데 마드라소가 있었으며, 남동생 리카르도 데 마드라소도 화가였다. 외할아버지는 폴란드 출신 화가 타데우시 쿤체였다. 마드라소 가문은 19세기 스페인 회화를 사실상 지배한 가장 중요한 화가 가문 중 하나로 평가받는다.
그의 첫 미술 교육은 아버지와 할아버지로부터 받았다. 이후 산 페르난도 왕립 미술 아카데미에서 카를로스 루이스 데 리베라와 카를로스 데 하에스에게 사사했다. 그는 마드리드에 정착한 뒤 1860년에 파리를 방문해 레옹 코니에에게 배웠으며, 친구이자 화가 알프레드 스티븐스의 영향을 받았다.
그는 그해 자신의 첫 전시회를 열었으며, 종종 뉴욕을 방문해 그림을 판매했다. 그의 고객에는 밴더빌트 가문과 사업가 알렉산더 터니 스튜어트가 있었다. 그는 스페인에서는 거의 전시회를 열지 않았다. 1882년, 그는 스티븐스, 주세페 데 니티스, 조르주 프티와 함께 파리에 거주하는 외국 화가들을 홍보하기 위한 “국제 회화 전시회”를 설립했다.
그는 파리 살롱의 단골 출품자였으며, 1889년 파리 만국 박람회에서 주요 메달을 수상했고, 마들렌 르메르의 살롱에도 자주 참석했다. 그의 풍속화 속 여성 인물의 모델은 거의 모두 마르케스 데 카사 리에라 저택의 문지기 딸 알린 마송(Aline Masson)이었다.
1862년 이후 그는 평생 대부분을 파리에서 보냈다. 1860년대 후반에는 동생 리카르도와 함께 로마에서 지내며, 여동생 체칠리아와 결혼한 마리아노 포르투니의 화실에서 작업했다. 보불전쟁 동안에는 그라나다에서 거주했다. 그의 아내는 1874년 출산 중 사망했으며, 그 해에 매형 포르투니도 세상을 떠났다.
1894년, 그는 1869년에 구입한 프란시스코 데 고야의 작품들을 프라도 미술관에 기증했다. 1914년에는 베르사유로 이주해 여생을 보냈고, 6년 뒤 그곳에서 사망했다. 그의 아들 페데리코 데 마드라소 이 오초아(“코코”라는 별명으로 알려짐) 역시 이름을 알린 화가가 되었다.

## 작품

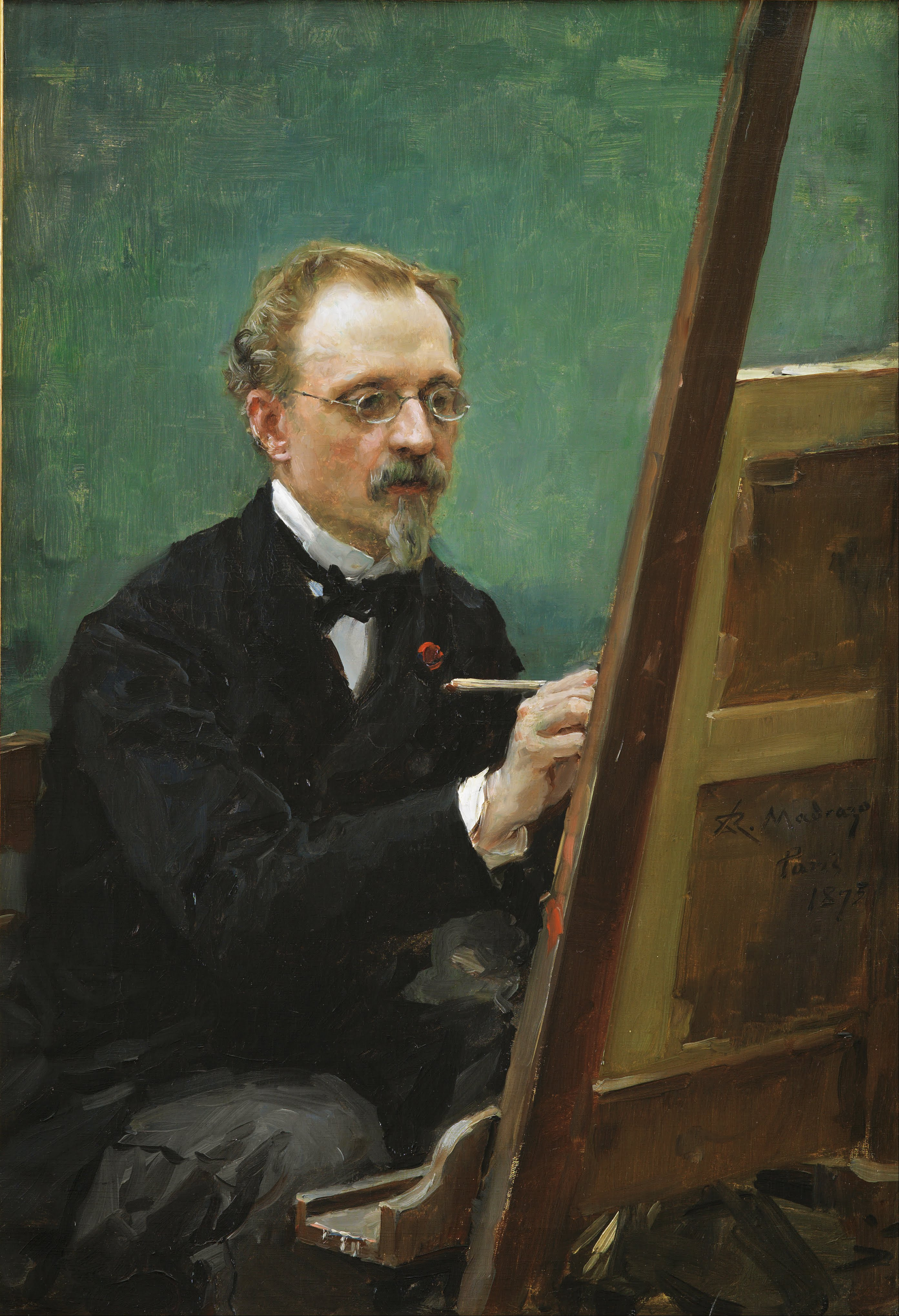
《그림 그리는 페데리코 데 마드라소의 초상화》, 1875년, 빌바오 미술관
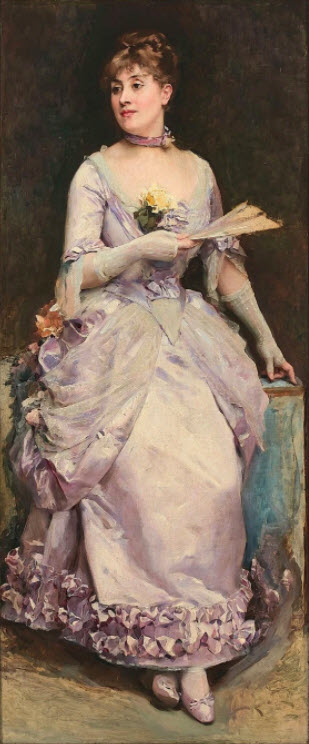
《로르 에이만의 초상화》, 1880년경
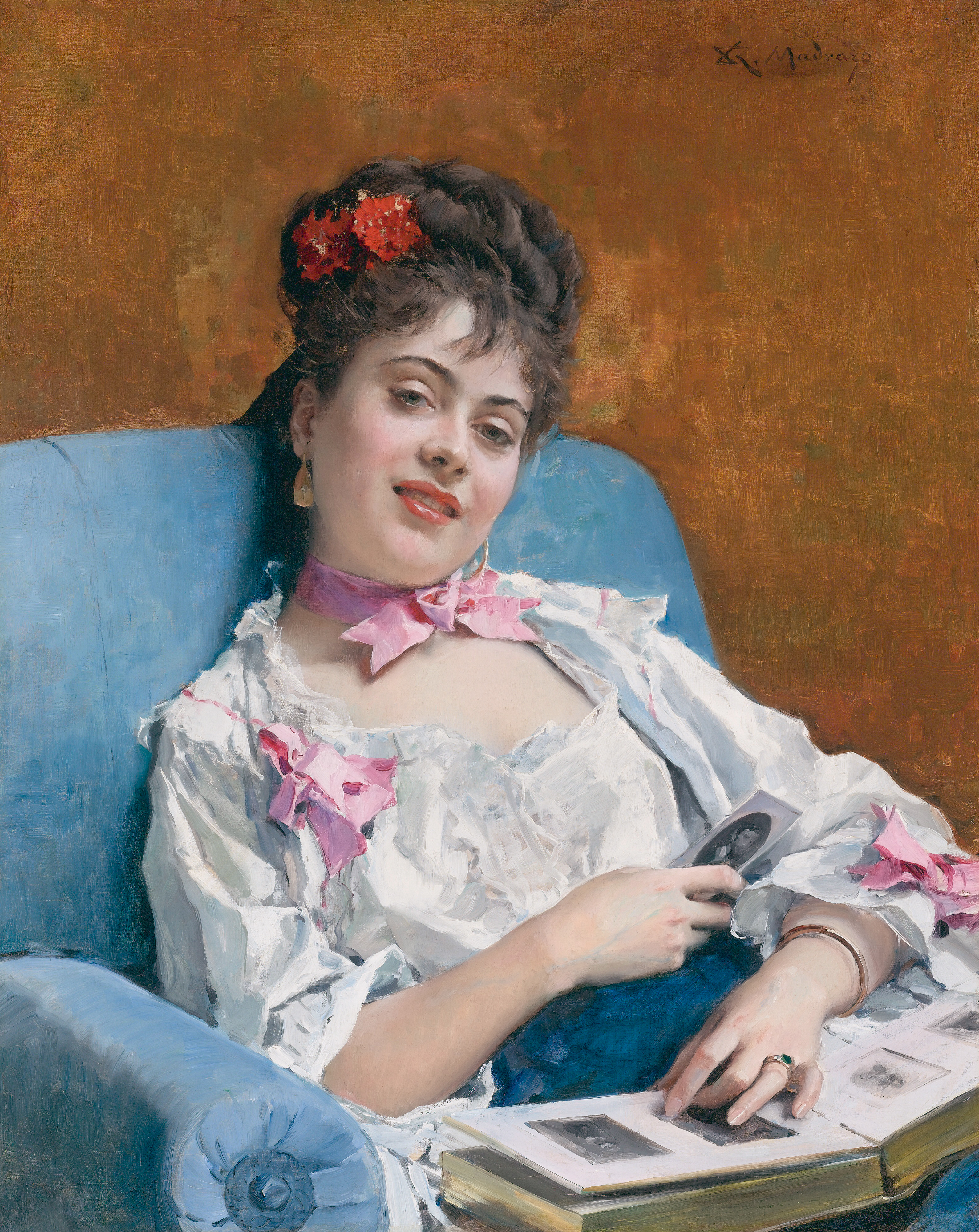
《그리운 추억》
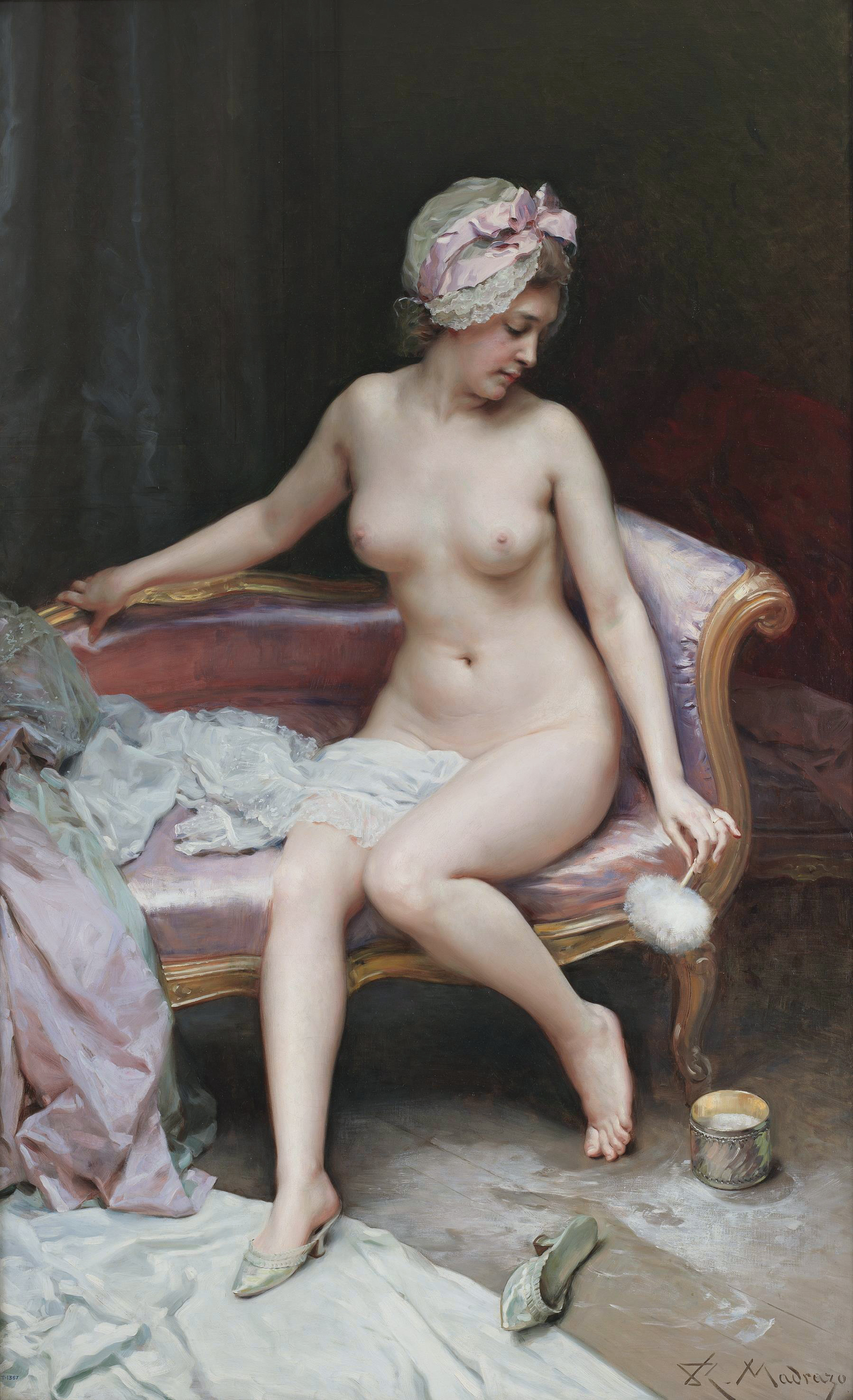
《목욕 후》, 1895년경
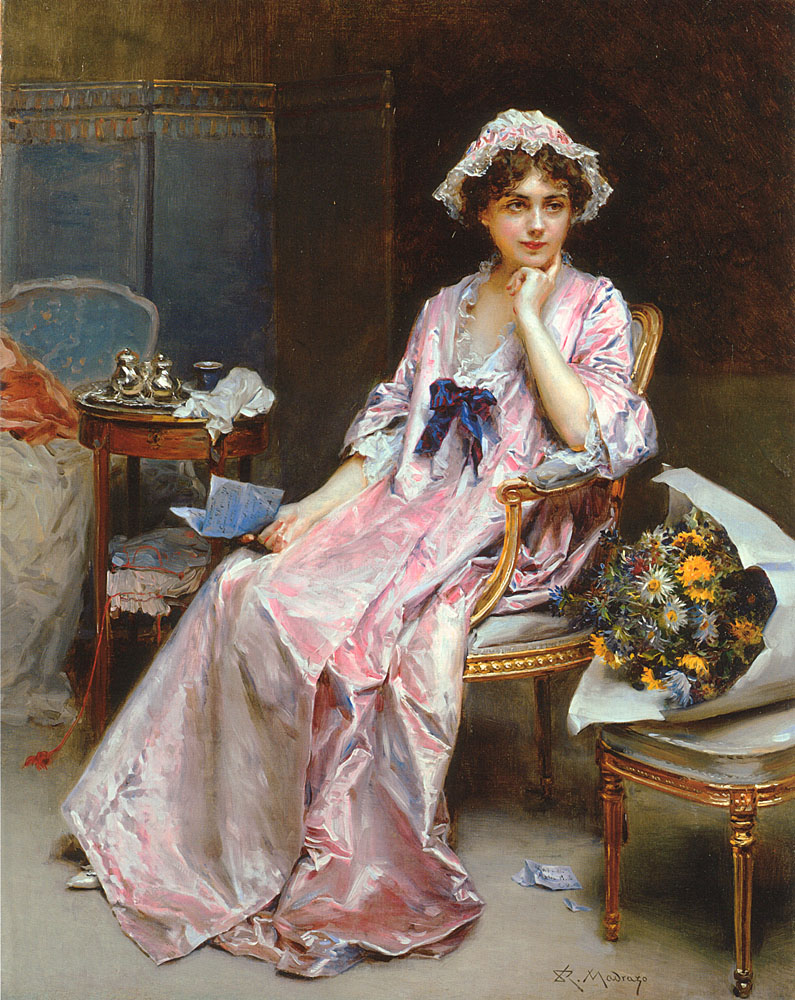
《주저하는 정부》
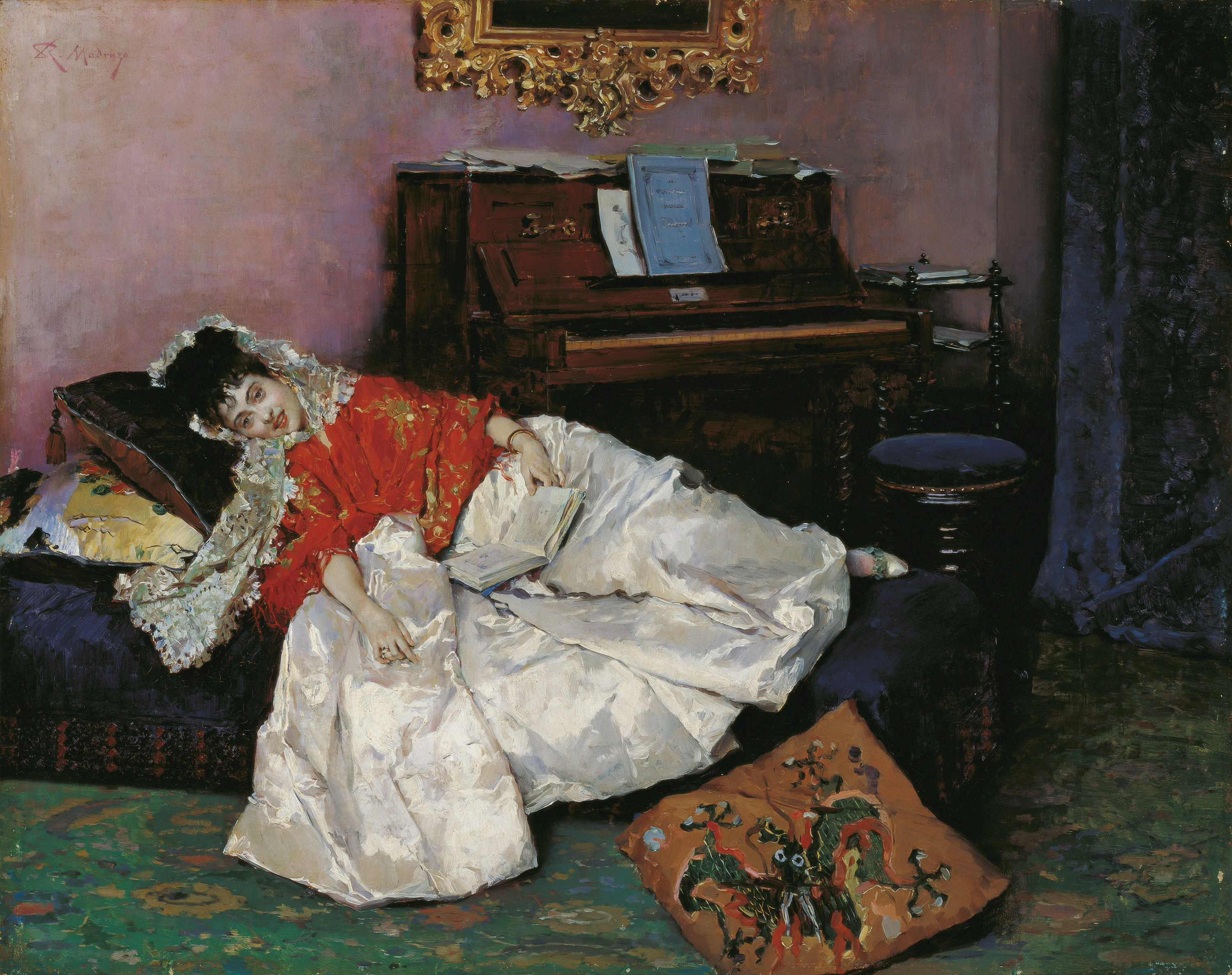
《독서》, 1880~1885년경
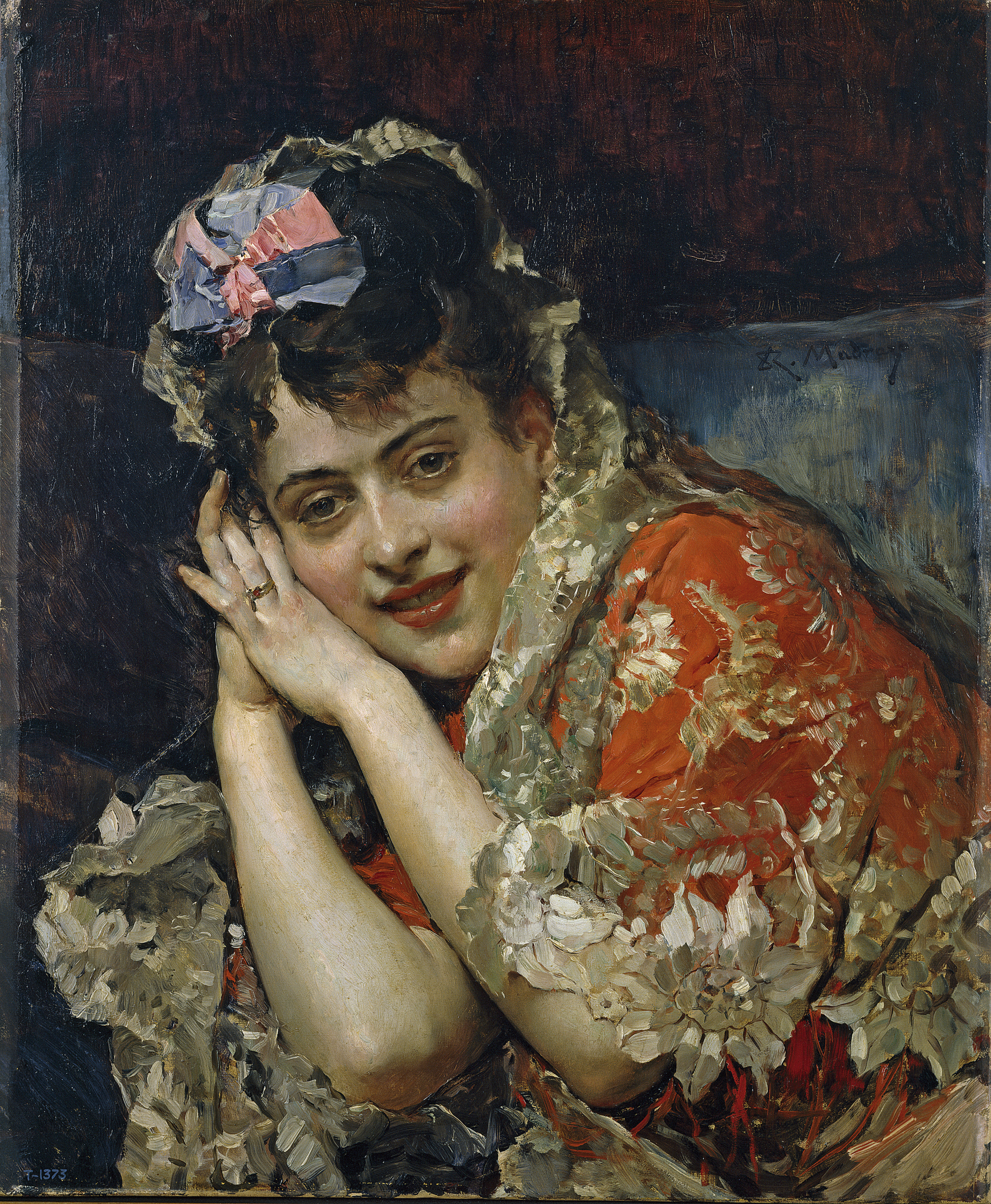
《만틸라를 두른 알린 마송의 초상》, 1875년경
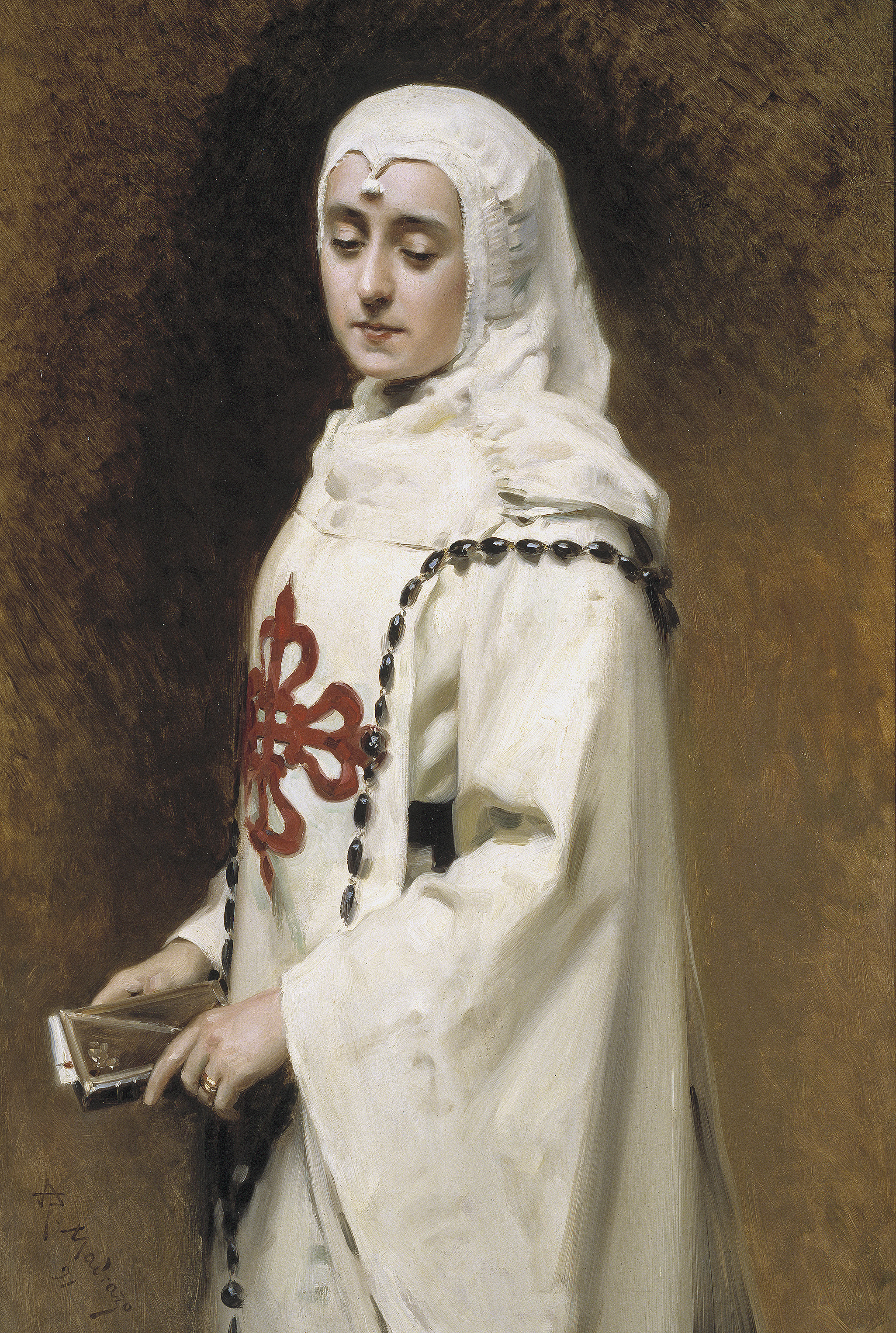
《도냐 이네스로 변장한 마리아 게레로의 초상》, 1891년
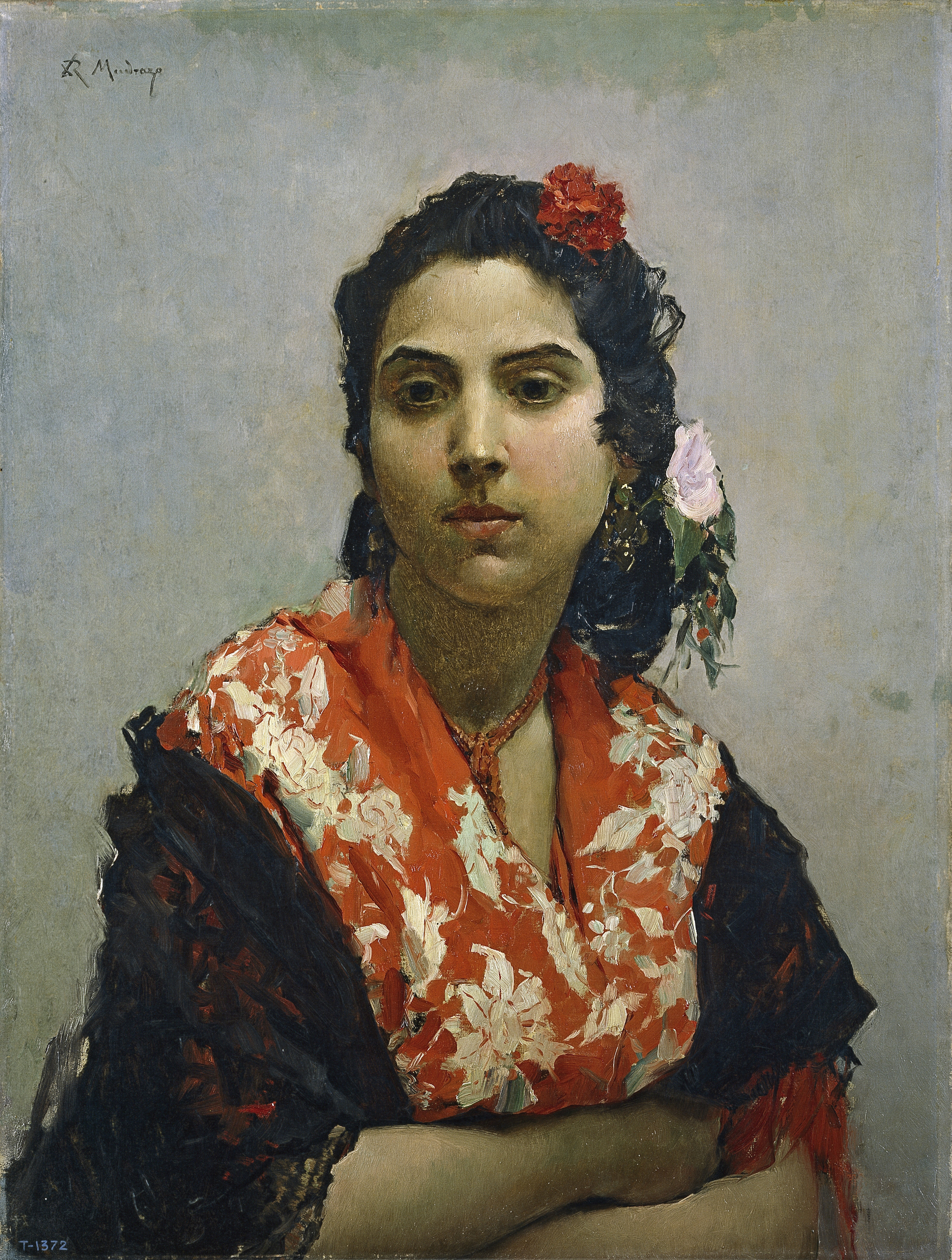
《집시》, 1872년
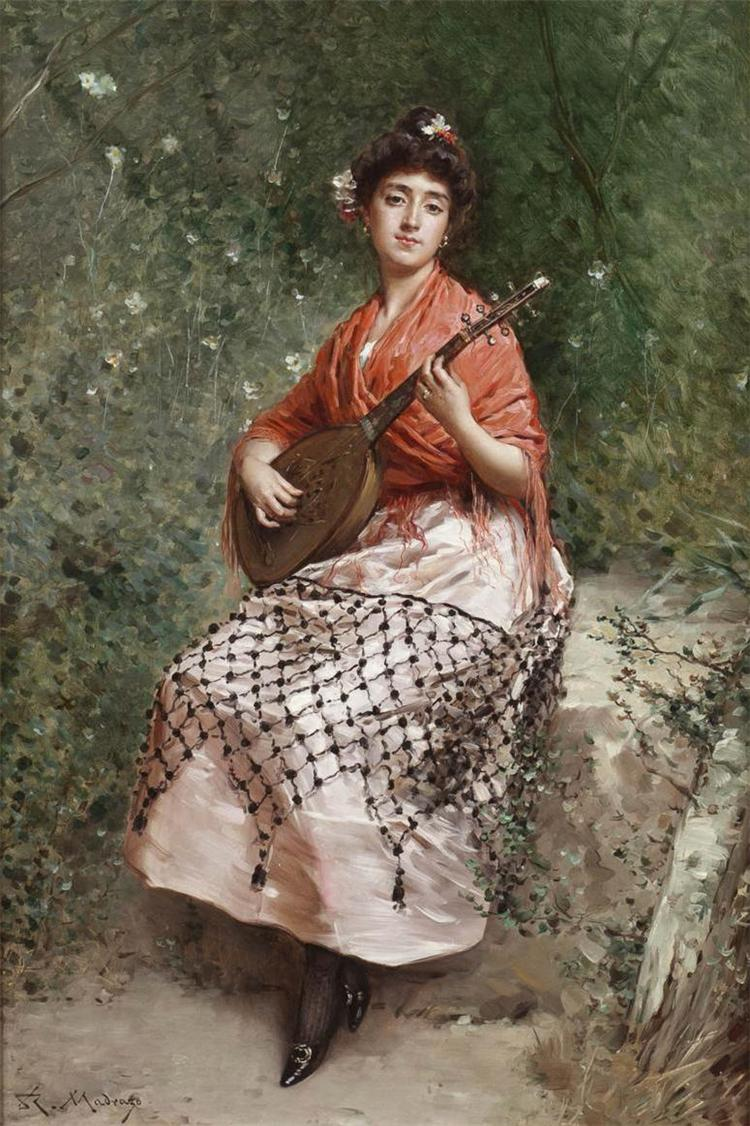
《아름다운 반두리아 연주자》, 1870년
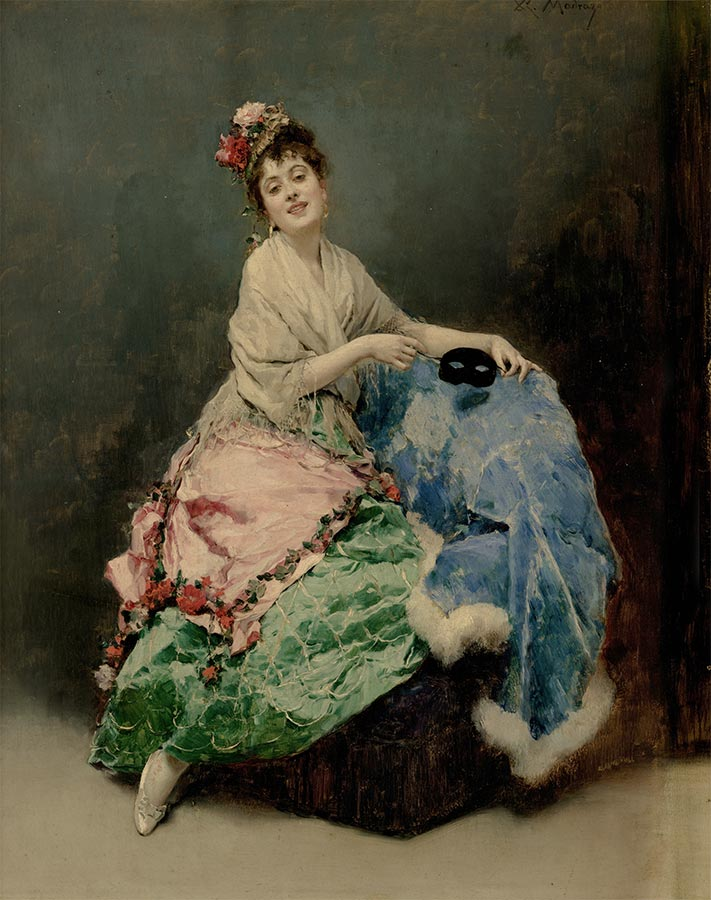
《가면을 든 알린》
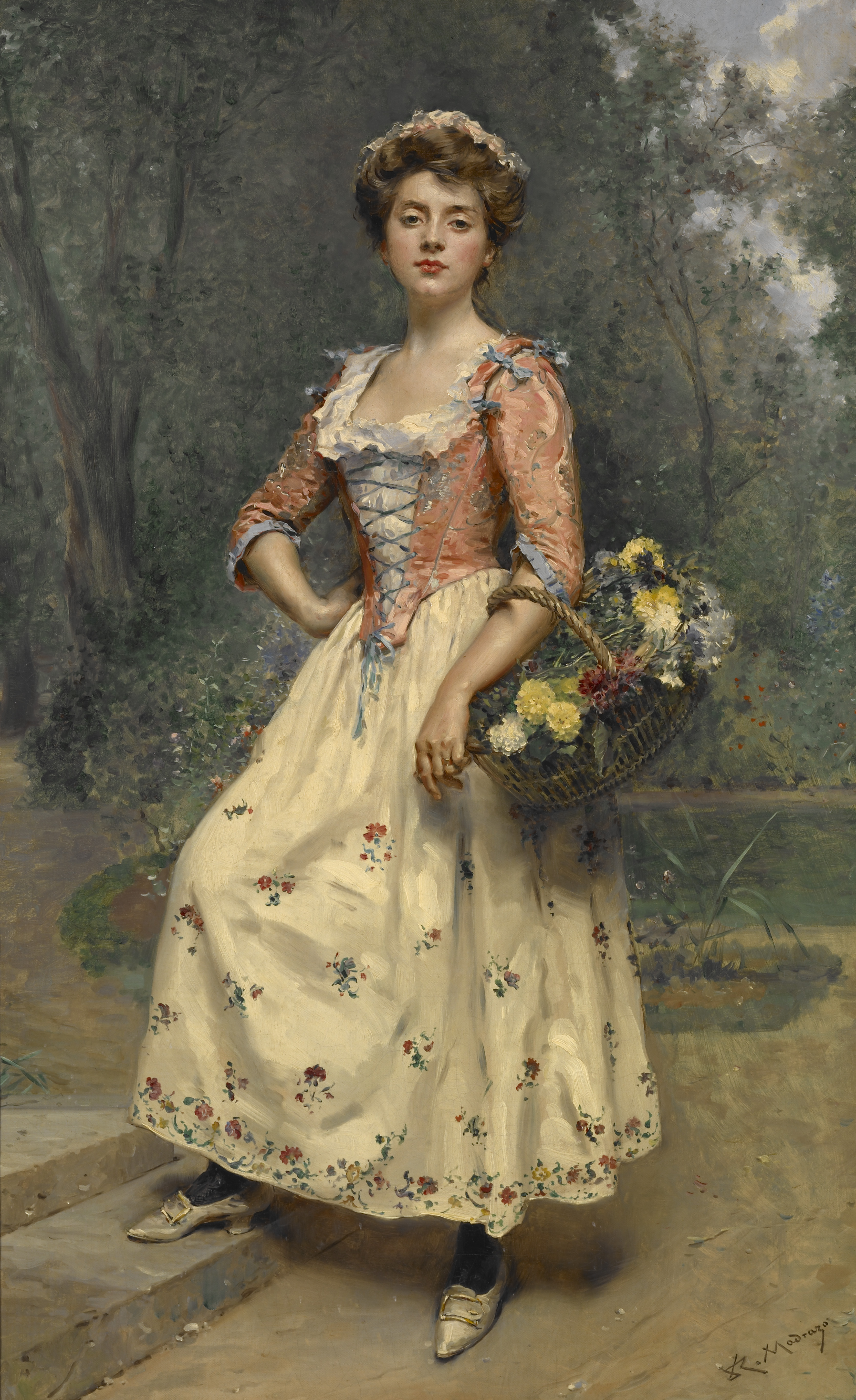
《봄의 미인》
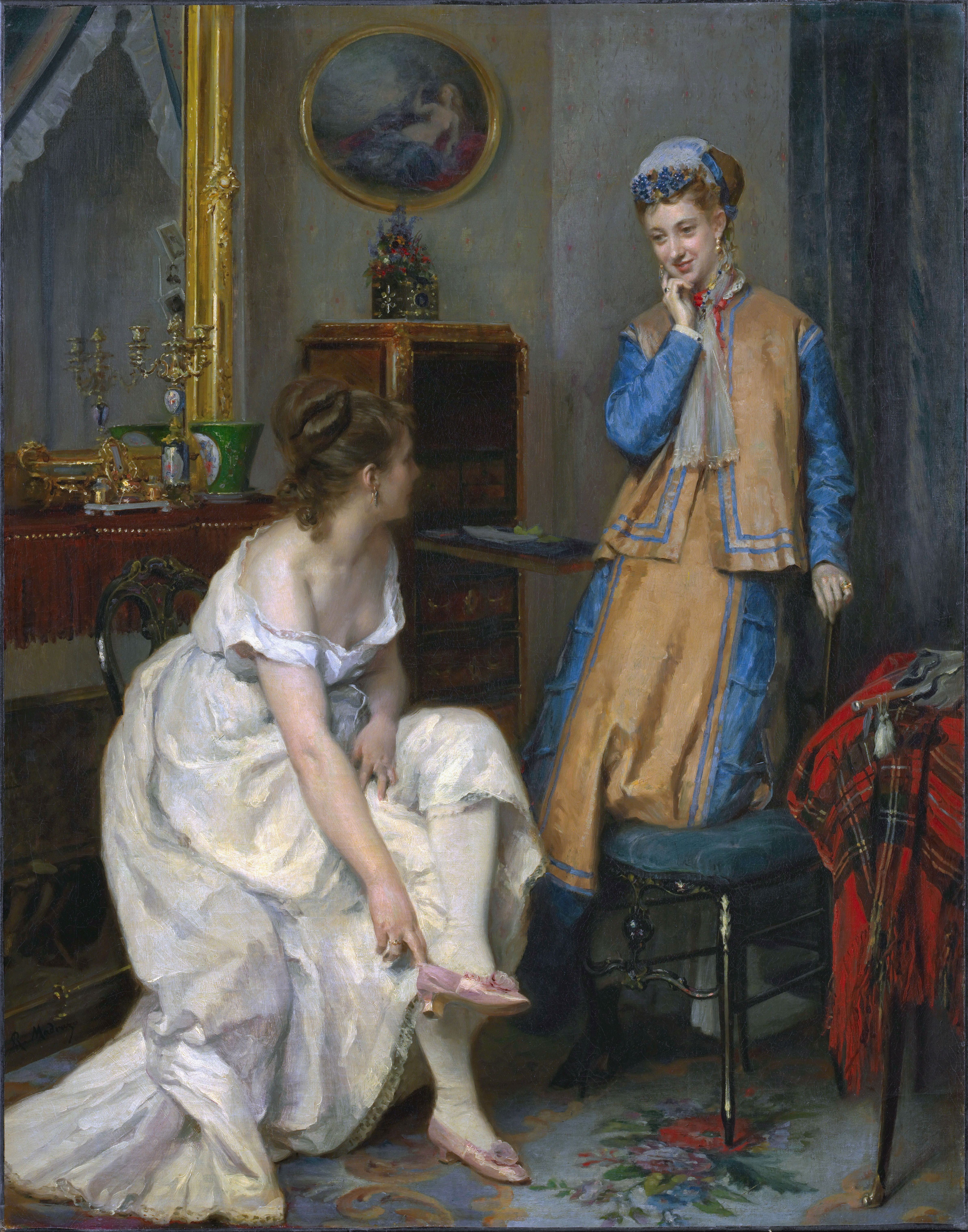
《속삭임》(《아침 방문》), 1870년경, 클라크 미술관
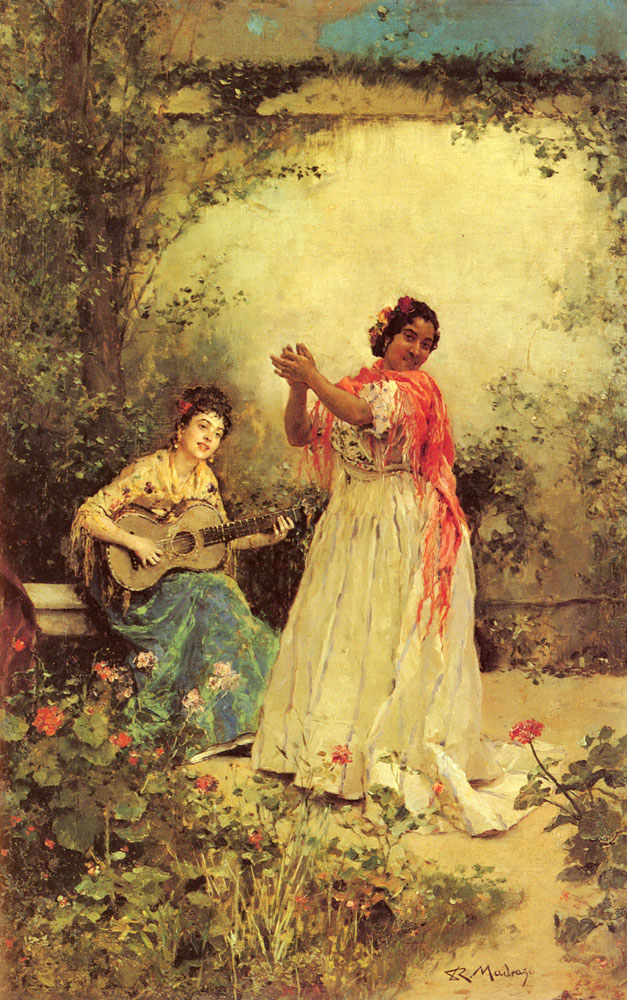
《미녀와 노래》
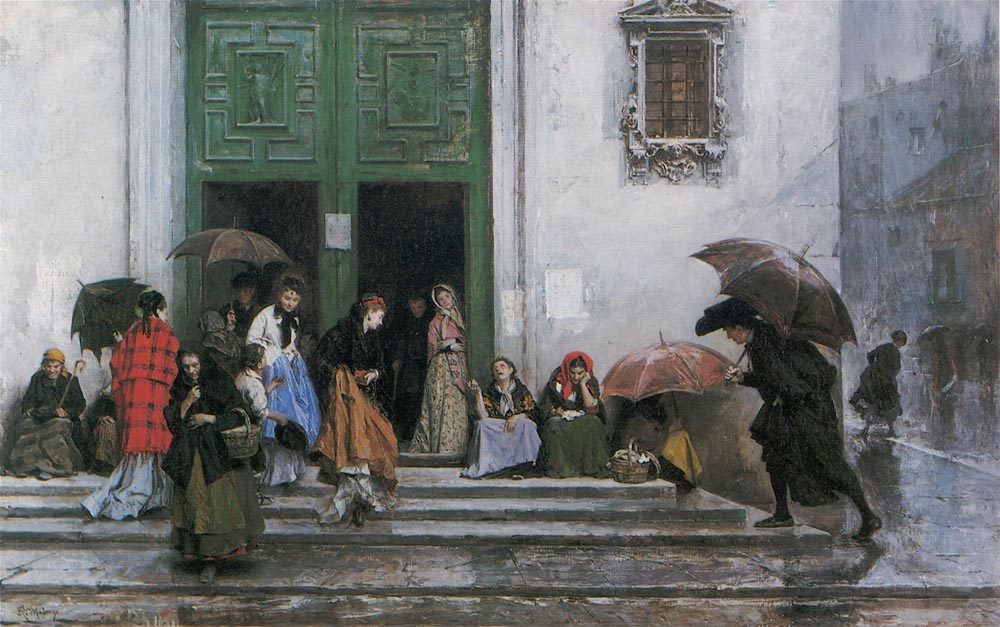
《교회에서 나오는 모습》
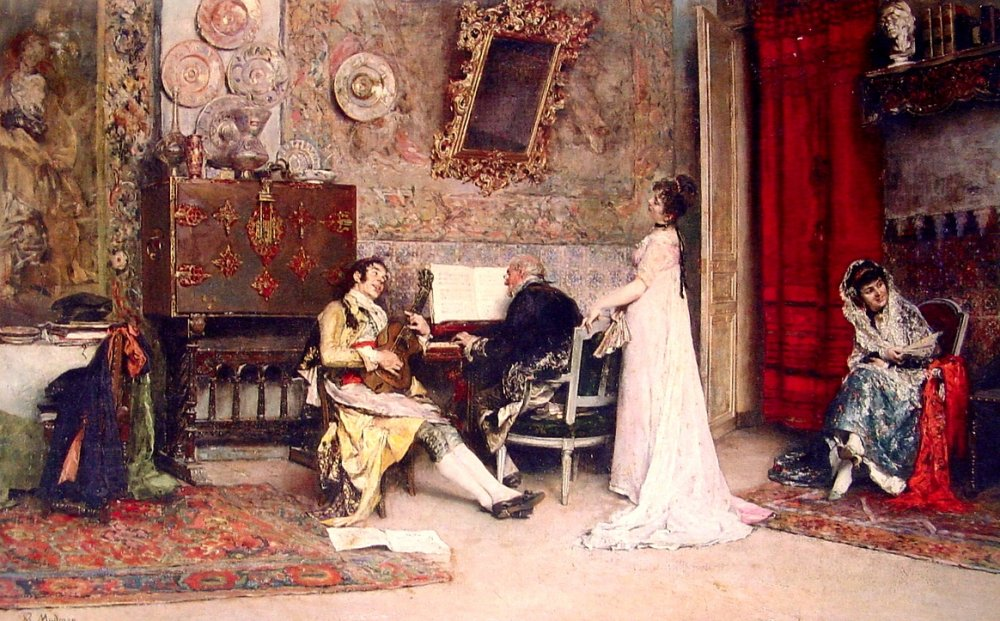
《음악 수업》
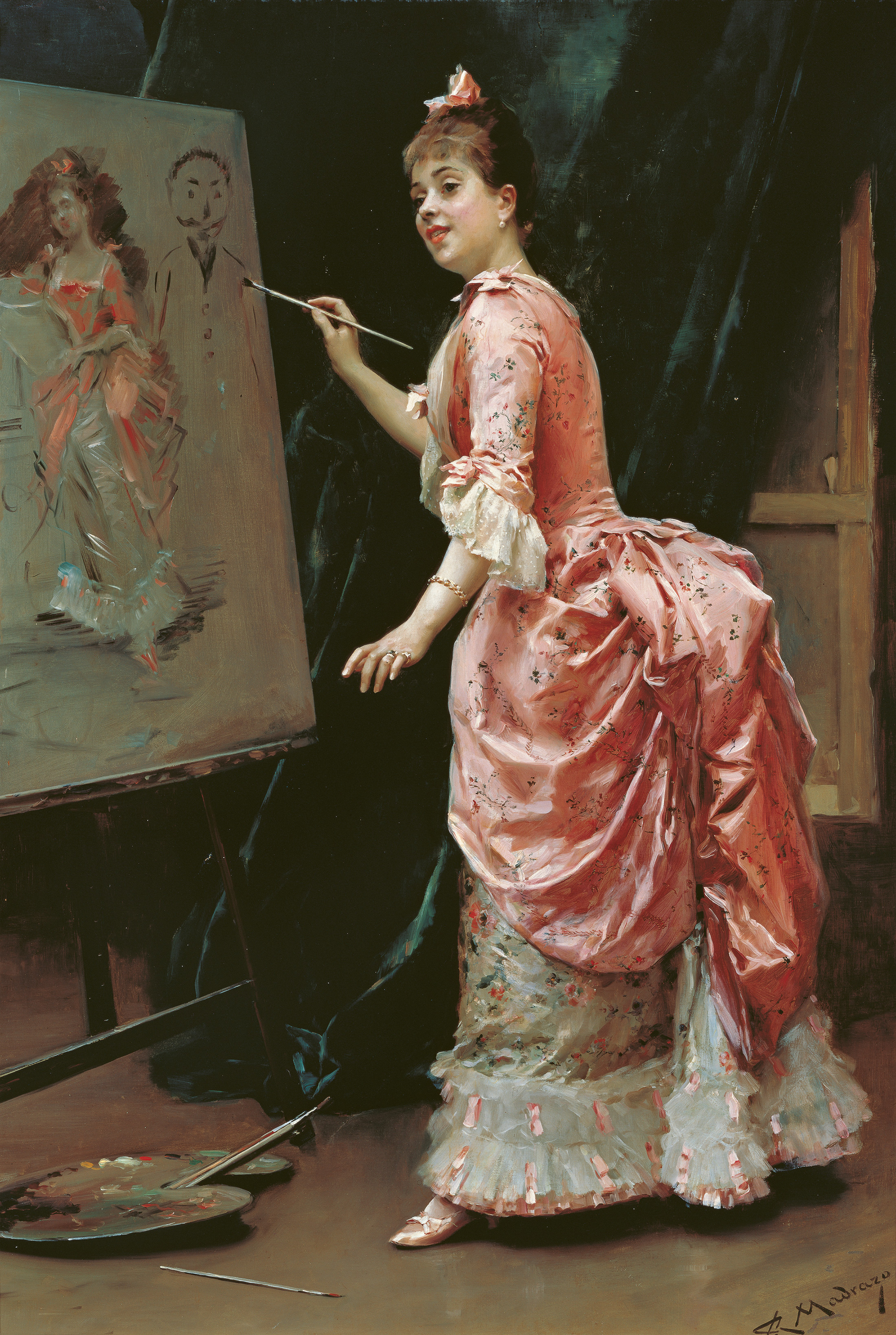
《모델의 장난》, 1885년경
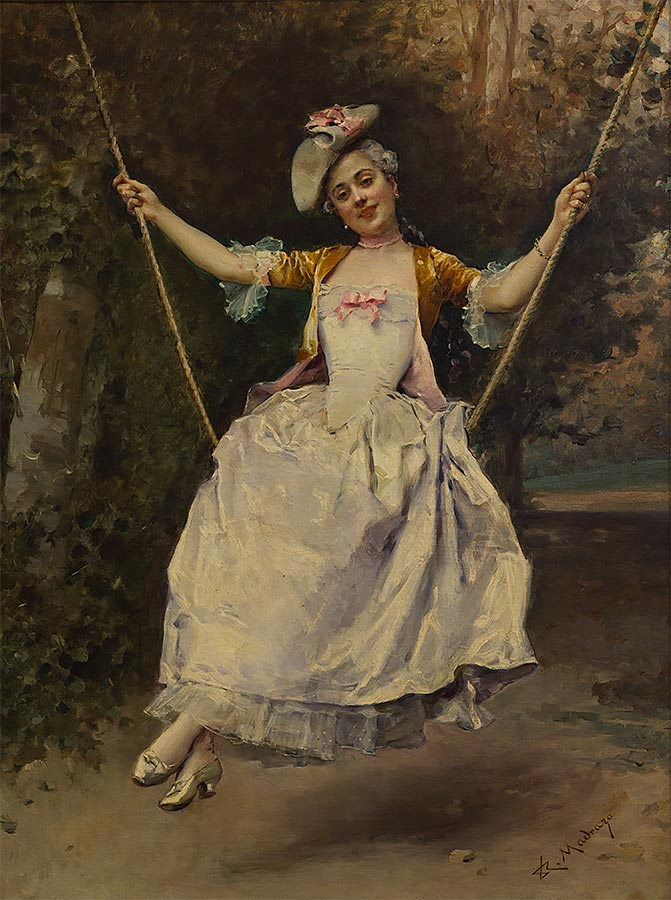
《그네를 타는 소녀》
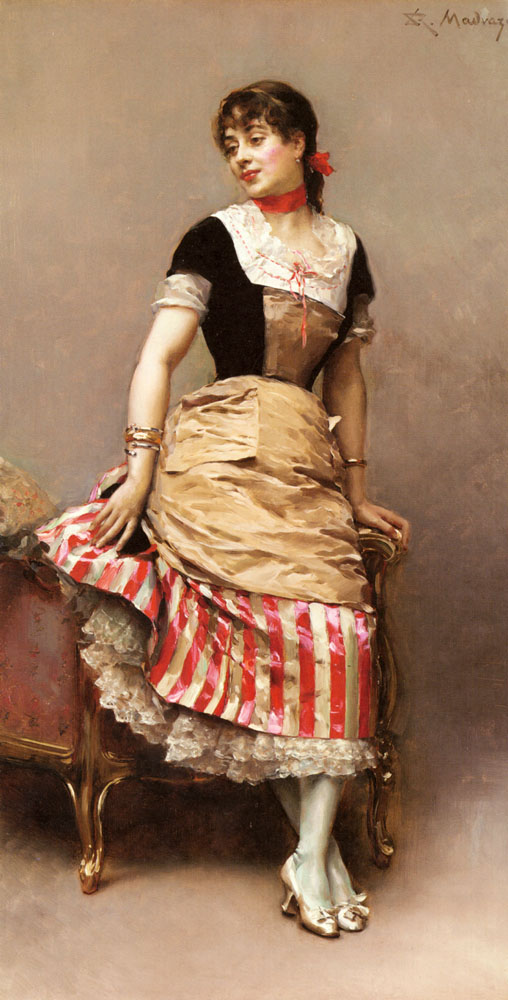
《소파에 기대 선 알린 마송의 초상》
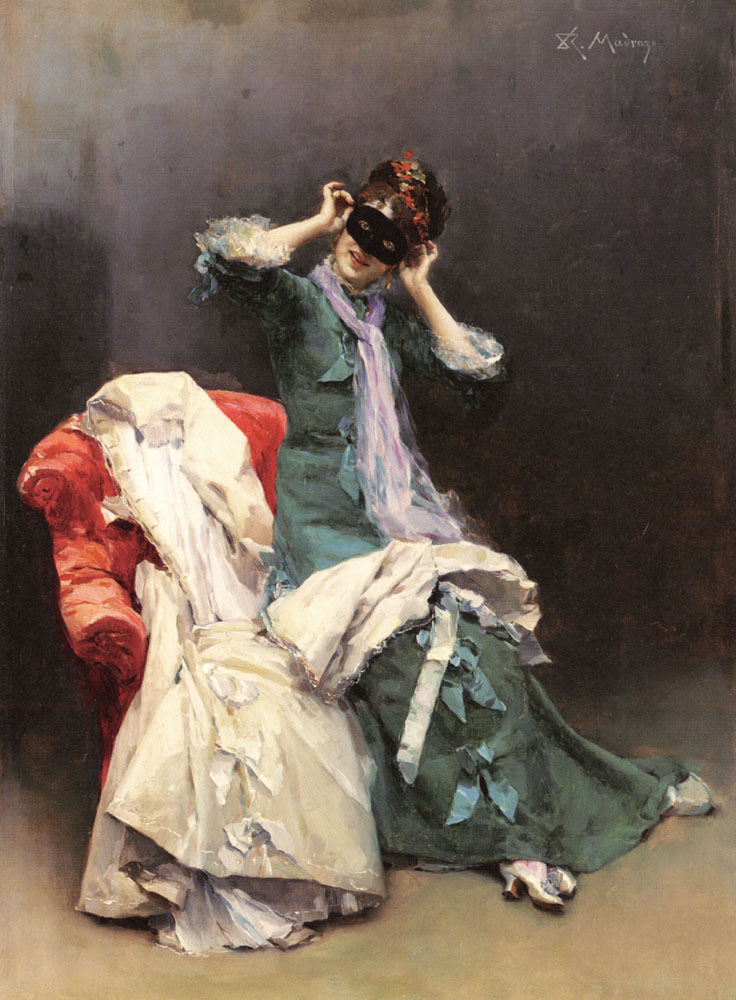
《가면 무도회를 준비하며》
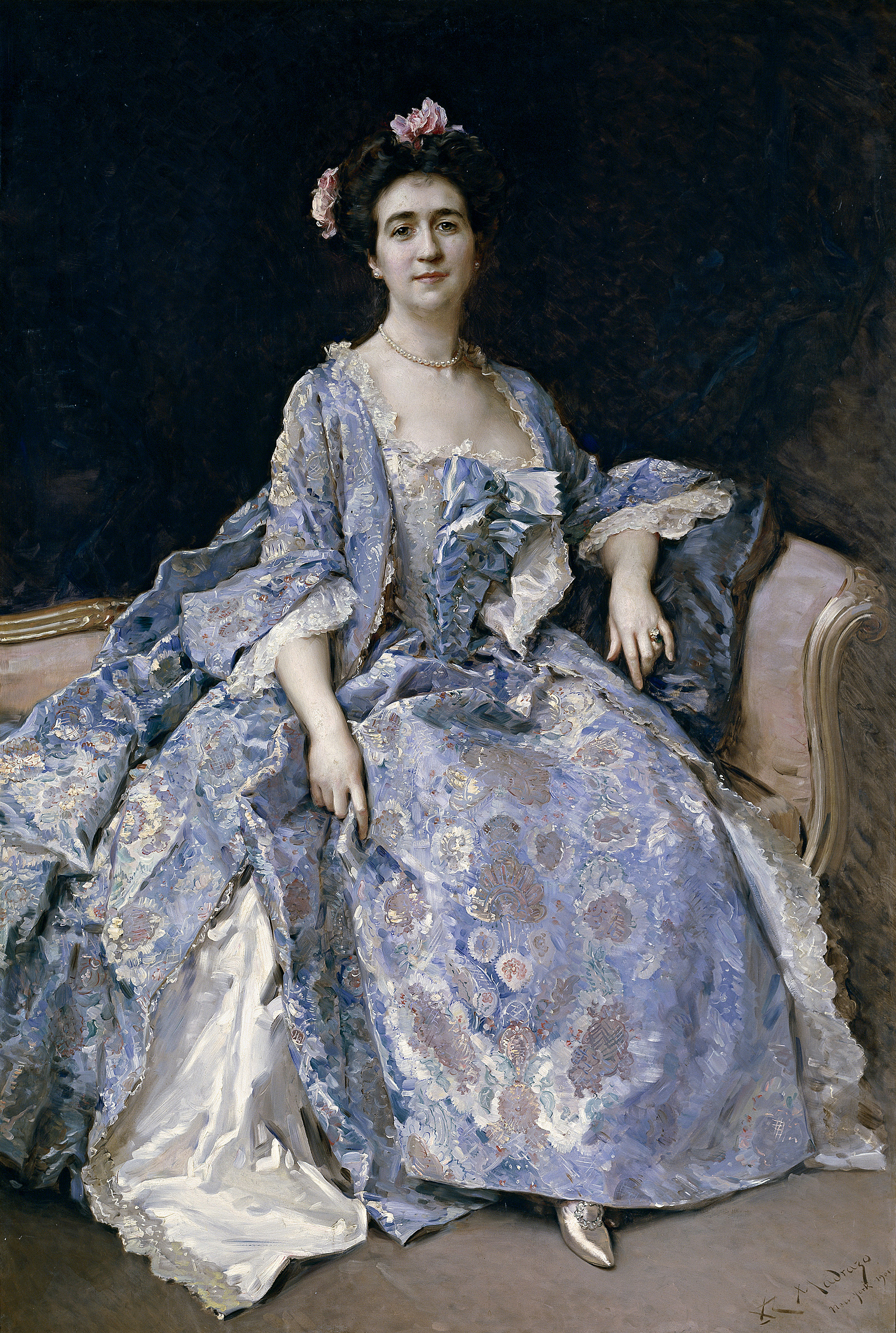
《화가의 아내 마리아 한》, 1901년
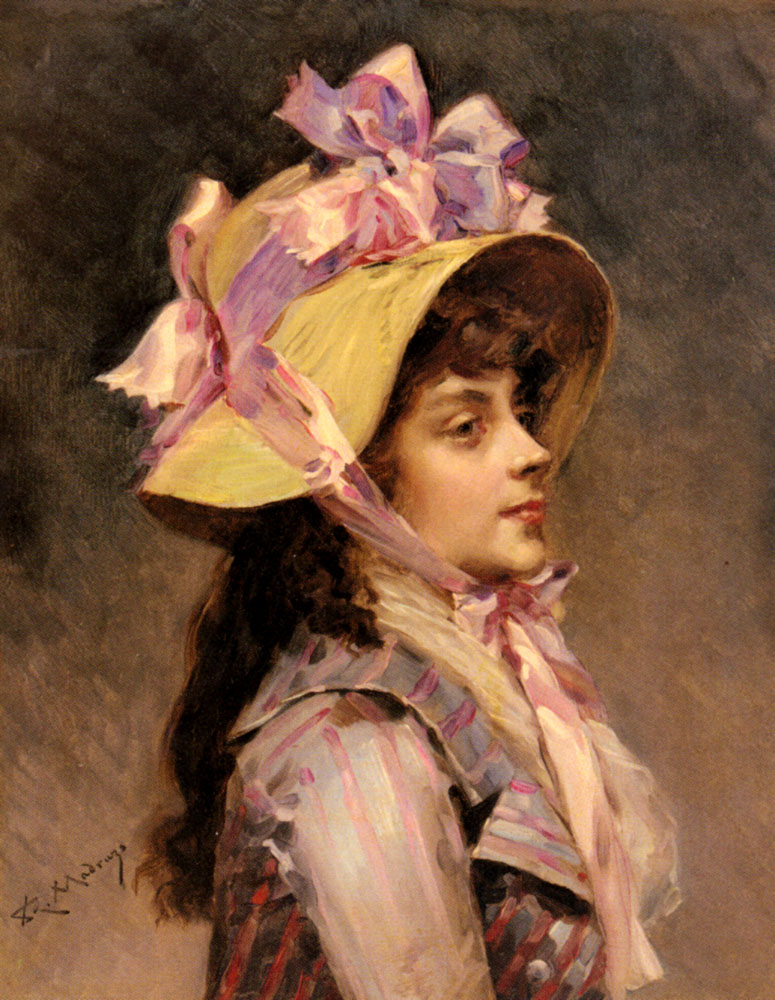
《분홍 리본을 맨 여인의 초상》
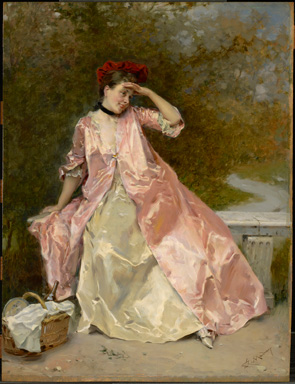
《소풍 바구니를 든 여인》,  1890년경, 클라크 미술관

## 참고 문헌
- Raimundo de Madrazo (1842-1920), exhibition catalog, Zaragoza, Proedi Promociones Editoriales, 1996. ISBN 84-89640-02-5
- Portús Pérez, Javier, The Spanish Portrait: from El Greco to Picasso. London: Scala, 2004. ISBN 978-1-85759-374-7ISBN 978-1-85759-374-7
- El Legado Ramón de Errazu, Rico, Fortuny y Madrazo, exhibition catalog, Madrid, Museo Nacional del Prado, 2005. ISBN 84-8480-086-5ISBN 84-8480-086-5
- Assier, Mathilde, Raimundo de Madrazo (1841-1920), aux confins de la modernité, 2012.
- Raimundo de Madrazo y Garreta (1841-1920), Portrait of Isabelle McCreery, 1880. http://www.jansantiques.com/Lot/jac2025.php